# Victor Hayward
Victor Hayward (Londen, 23 oktober 1887 - Antarctica, 8 mei 1916) was een Brits ontdekkingsreiziger

## Biografie
Victor Hayward nam in 1914 deel aan de Ross Sea Party, een antarctische expeditie onder leiding van Aeneas Mackintosh, die de Endurance-expeditie ondersteunde. Na hun aankomst op Antarctica kwamen de expeditieleden zonder schip te zitten. Dit was afgedreven. Op het continent was hun taak om voedseldepots te plaatsen, waar Ernest Shackleton gebruik van kon maken bij zijn oversteek over het continent. 
Door de zware weersomstandigheden verzwakten de expeditieleden. In januari 1916 waren Arnold Spencer-Smith en Aeneas Mackintosh niet meer in staat om te wandelen. De andere expeditieleden, waaronder Hayward, dienden het tweetal met de sledes vooruit te trekken. In februari 1916 kwamen de expeditieleden in een zware sneeuwstorm terecht. Hayward stortte in van uitputting en diende ook op de slede te gaan liggen. Onderweg stierf Spencer-Smith. Ernest Joyce en Ernest Wild probeerden Hayward en Mackintosh naar Hut Point te sleden, waar ze konden aansterken. 
Van daaruit zou nog een tocht moeten worden ondernomen naar het beginpunt van de expeditie in de buurt van Kaap Evans. Op 8 mei startten Mackintosh en Hayward met stappen. Ze kwamen echter in een zware sneeuwstorm terecht. Hun lichamen werden nooit meer teruggevonden. Hayward werd 28 jaar oud.